# (36450) 2000 QL4
2000 QL4 (asteroide 36450) é um asteroide da cintura principal. Possui uma excentricidade de 0.17317960 e uma inclinação de 4.06200º.
Este asteroide foi descoberto no dia 24 de agosto de 2000 por LINEAR em Socorro.